# 献圣母于主堂 (捷克布杰约维采)

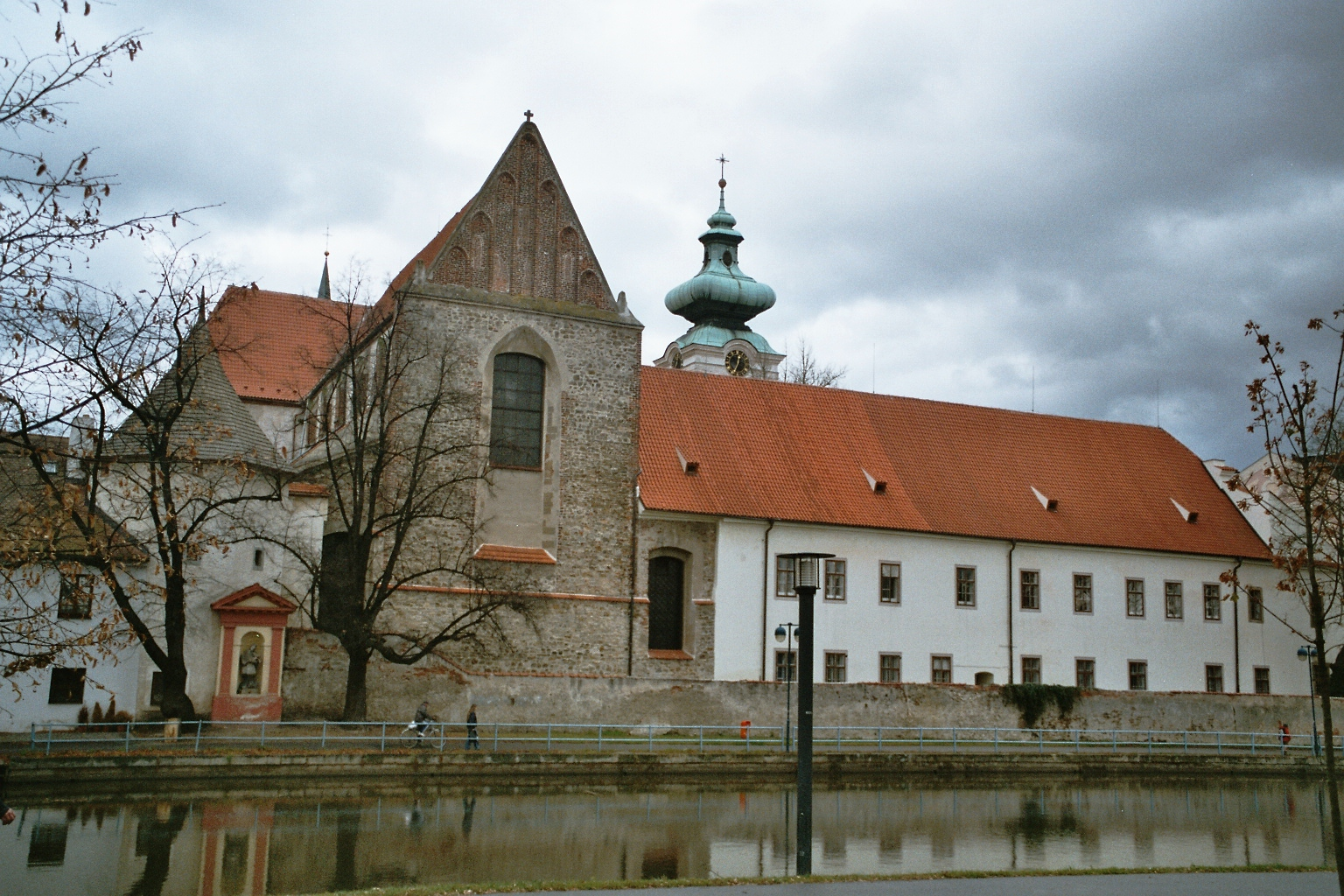
献圣母于主堂

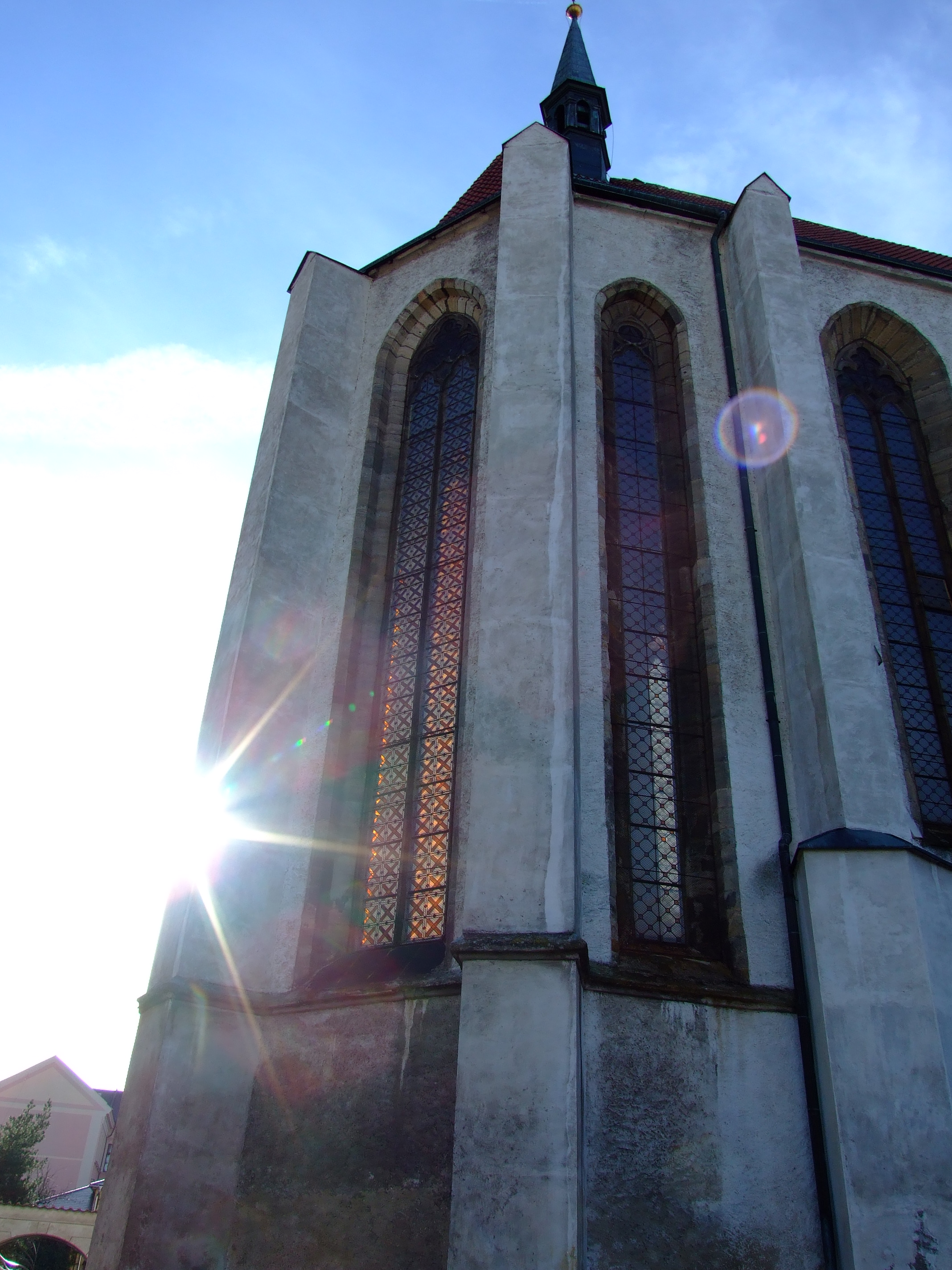

献圣母于主堂（Klášterní kostel Obětování Panny Marie）是捷克布杰约维采最有价值的历史建筑。它创建于该市建城之处，位于学校神职修士会广场。约1300年初步建设完成。
这是一座巨大的哥特式建筑，带有巴洛克和洛可可元素，和非常有价值的独特的14世纪壁画。
虽然修道院已没有修士，星期三和星期日仍举行弥撒。从五月到十月的10到17时，教堂向公众开放。
这座教堂早期属于多明我会（1265年-1548年和1580年-1784年），1785年至1871年属于学校神职修士会，1885年至1950年属于赎世主会。